# 蛇眼小狼䲁
蛇眼小狼䲁（學名：Lupinoblennius vinctus），為輻鰭魚綱鳚形目䲁科小狼䲁屬的一種，分布於中西大西洋美國佛羅里達州、安的列斯群島、墨西哥至巴拿馬海域，本魚身體和頭部側扁，頭短鈍，眼上方有一根不分支的捲鬚，頸背或鼻孔上方無捲鬚，前鼻孔管狀，有短鬚，後鼻孔邊緣凸起，頜齒單排，固定且鈍，上下顎後部有犬齒，雄魚犬齒較大，鰓膜遊離，在喉嚨下方形成一個橫瓣，背鰭硬棘12枚、背鰭軟條13-14枚、臀鰭硬棘2枚、臀鰭軟條14-16枚，側線2段，上段自鰓蓋上角至背鰭第9硬棘下，下段沿臀鰭起點上方中線，體灰棕色，沿背鰭基部有約8個帶有暗邊的方形斑塊，這些斑塊往往與下身帶暗邊的垂直矩形相連，眼睛下方有Y形黑條，雄魚前3個背棘基部有深色條紋，前3個背棘之間的膜外緣附近有1個深色條紋，體長可達5公分，棲息於沿岸紅樹林及河口，以小型無脊椎動物為食，雌魚產附著性卵，雄魚有護卵行為，生活習性不明。